# Treviglio

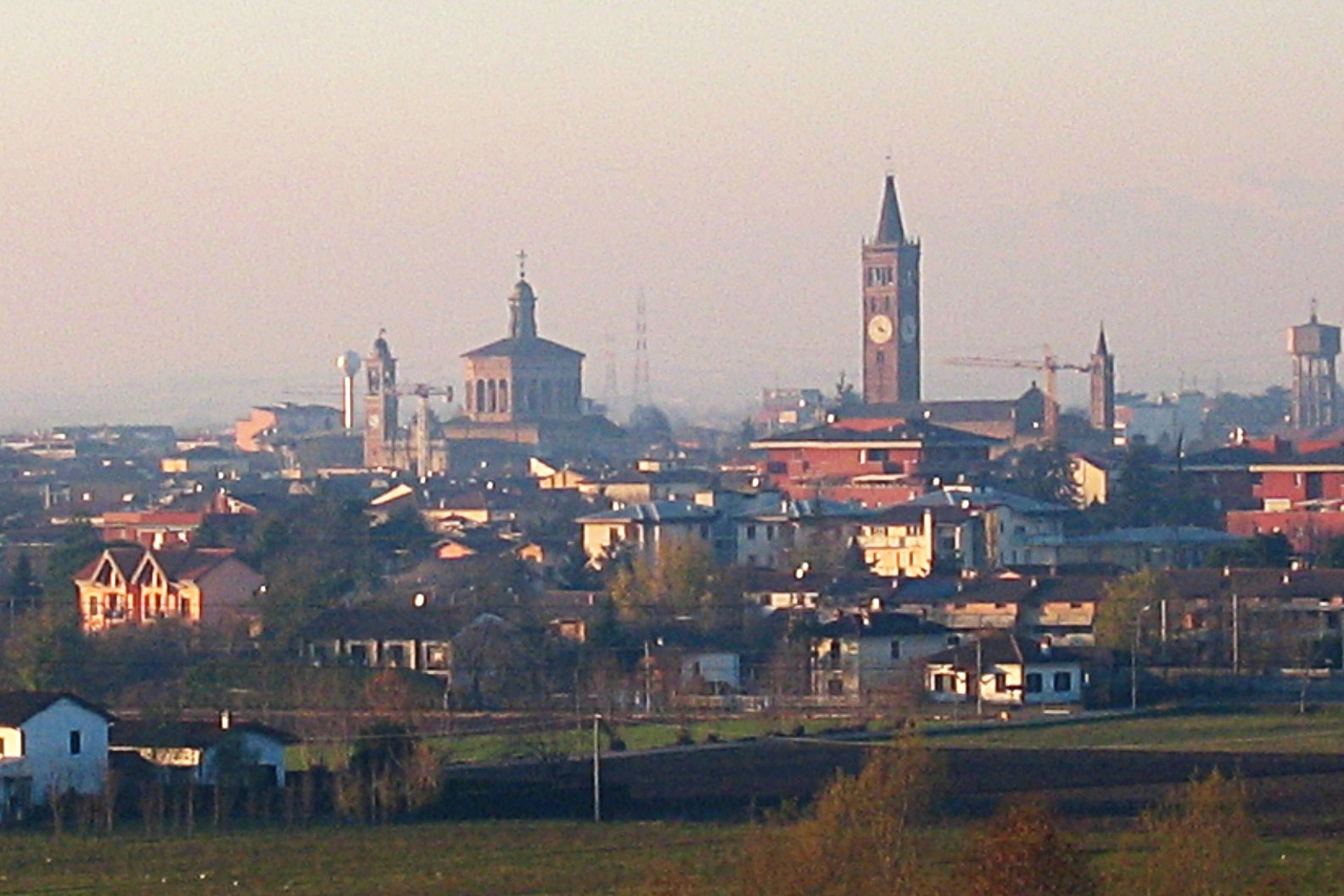
Vista de la ciudad desde el hospital.

Treviglio es una localidad italiana de 28.551 habitantes de la provincia de Bérgamo en la región de Lombardía. El municipio se encuentra en la llanura padana y a 20 km al sur de la ciudad de Bérgamo.
Fundada en la Alta Edad Media por la unión de tres localidades con fines defensivos es actualmente la segunda población de la provincia en número de habitantes. Sin incluir las capitales de provincia es asimismo el segundo municipio de la Lombardía centro-occidental en número de habitantes luego de Crema.
Es también la capital de la zona denominada Gera d'Adda. Su posición estratégica se evidencia por ser el cruce de carreteras y vías férreas que la comunican con las ciudades de  Bérgamo, Brescia, Cremona, Lodi y Milán.
También es conocida como "La ciudad de los tractores" por la presencia del gigante de la producción de maquinaria agrícola SAME Deutz-Fahr (SDF).

## Historia

### La Edad Media

#### Los orígenes y el topónimo
Los orígenes de Treviglio se remontan a la Alta Edad Media (aunque hay referencias anteriores) por la unión de tres asentamientos preexistentes llamados ’’villae’’. Los asentamientos eran: ‘’’Cusarola’’’ (de origen galo) al norte, ‘’’Pisgnano’’’ (de origen romano) al sur y ‘’’Portoli’’’ (de origen lombardo) al oeste.
De ahí su nombre: Treviglio = Tres ‘’villae’’.
La unión de los tres asentamientos fue un acontecimiento gradual, de modo que cuando se dieron cuenta el nuevo pueblo había nacido. El primer núcleo de la ciudad estaba rodeado por murallas, con tres puertas orientadas hacia cada uno de los asentamientos originales. La unión de los asentamientos originales tuvo un fin defensivo y de intercambio de productos agrícolas.
El primer documento oficial que menciona a la nueva aldea se remonta a noviembre de 964 y es un contrato de trueque firmado entre el obispo de Bérgamo llamado Odelrico y Garibaldo da Stagiano.

## Evolución demográfica
| Gráfica de evolución demográfica de Treviglio entre 1861 y 2001 |
|                                                                 |
| Fuente ISTAT - elaboración gráfica de Wikipedia                 |

## Economía
Las actividades económicas siempre han sido un punto fuerte de la ciudad desde 1081 cuando fue denominada Trivillium Grassum en un documento imperrial de Enrique IV precisamente a causa de su prosperidad. Fue una ciudad libre exenta de impuestos hasta 1815 a pesar de sufrir constantes incursiones de los ejércitos extranjeros que imponían contribuciones extraordinarias.
La economía trevigliese siempre ha estado ligada a la agricultura y a los artesanos aun después de la Primera Guerra Mundial cuando surgieron las dos compañías que cambiaron la fisonomía de la ciudad: Baslini y SAME (enlace roto disponible en Internet Archive; véase el historial, la primera versión y la última).. Ambas contribuyeron notablemente en los años posteriores a la Segunda Guerra Mundial al desarrollo industrial.

### Agricultura
Treviglio posee numerosas granjas y campos en los alrededores que se abastecen de agua del el canal que la trae desde río Brembo y del canal della Vailata. Muy poco queda de las plantaciones de Morus que se utilizaban para la industria textil.

### Actividad artesanal

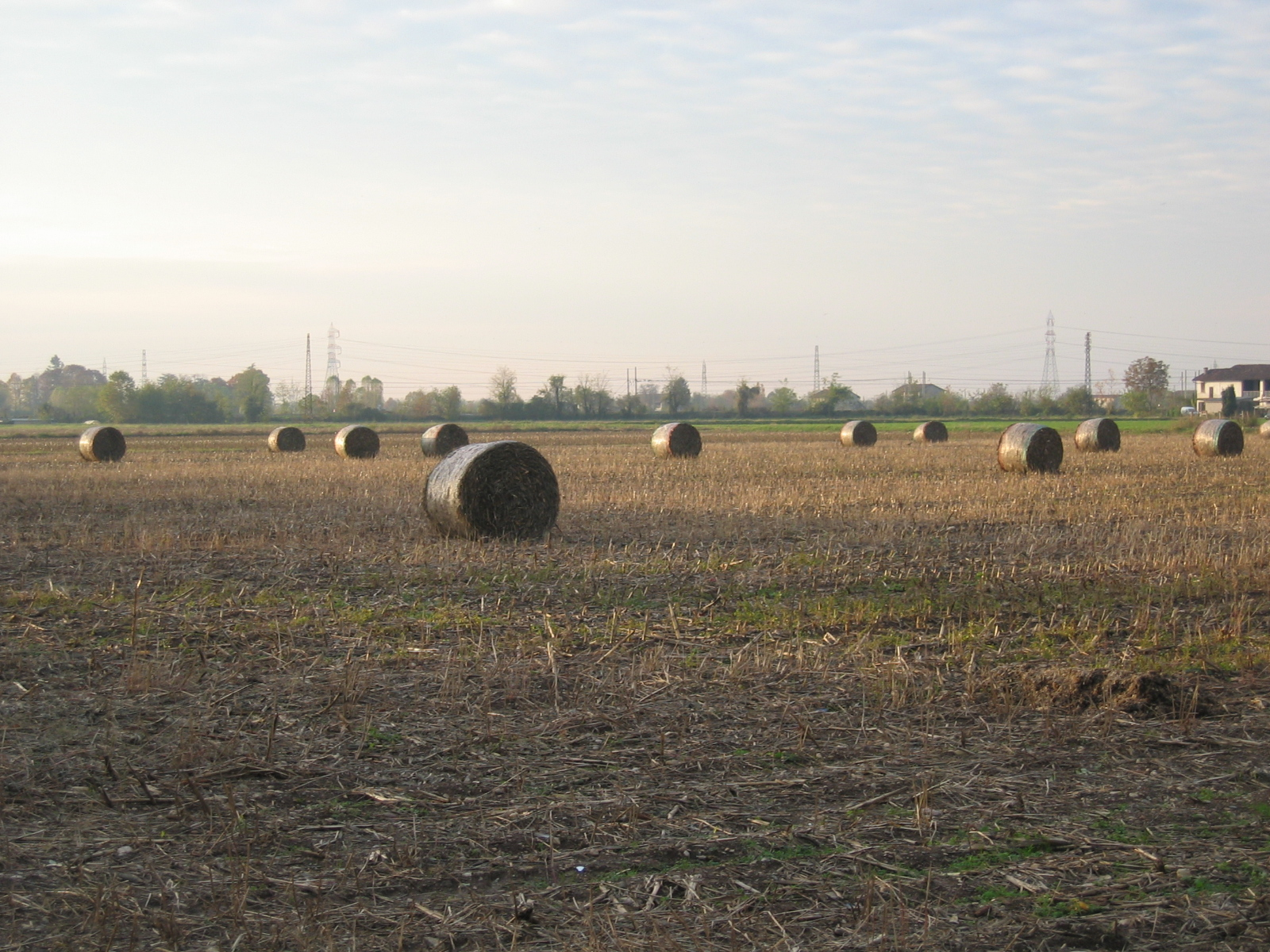
Zona rural de Treviglio

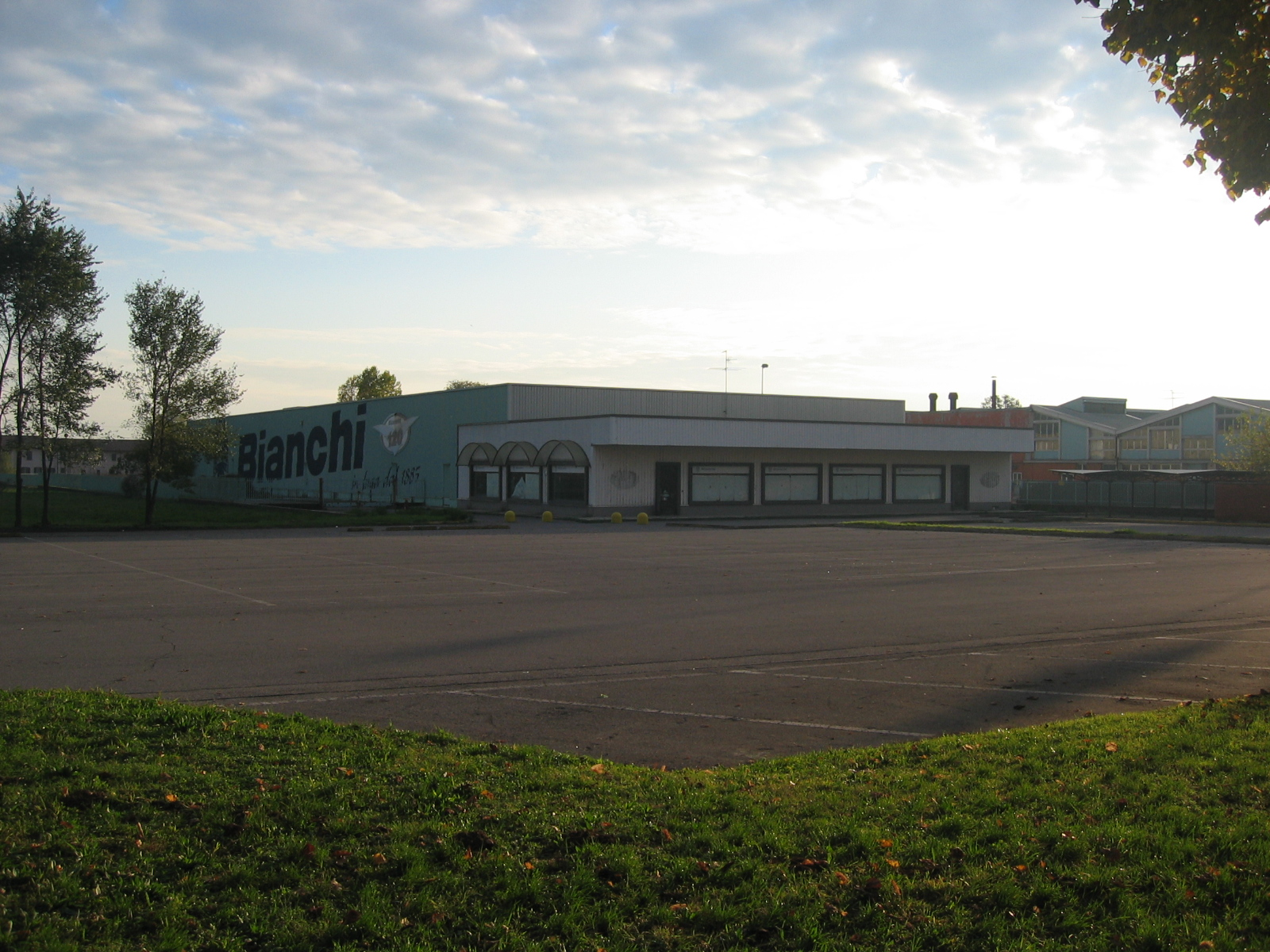
La planta de Bicicletas Bianchi

Las principales actividades artesanales de la ciudad son la producción de muebles, los trabajos de carpintería y la decoración artística de paneles de yeso.

### Industria
En Treviglio tienen sede numerosas industrias que se benefician de los muy buenas comunicaciones viales y ferroviarias. Las más importantes son la empresa SAME Deutz-Fahr (cuarto productor mundial y primero europeo de tractores) y la fábrica de bicicletas Bianchi.

### Servicios
También el sector de servicios o sector terciario se encuentra ampliamente desarrollado en la ciudad donde existen numerosas compañías de seguros, escuelas de manejo y bancos. De hecho el banco Cassa Rurale e Artigiana (banco principal de la zona denominada Gera d'Adda) tiene su sede central en la ciudad.

### Ciudades hermanas
- Lauingen (Donau), Alemania.
- Romsey, Reino Unido.